# 16.º Ejército (Alemania)
El 16.º Ejército (16. Arme) fue un ejército de campo del Heer en la Segunda Guerra Mundial.

## Historia
Tomó parte en la batalla de Francia. Fue desplegado con el Grupo de Ejércitos Norte durante la Operación Barbarroja, la invasión alemana de la Unión Soviética. Se abrió camino hacia el norte de Rusia donde en enero de 1942 parte de él fue rodeado por los soviéticos cerca de Demiansk. Hitler prohibió la retirada y el ejército fue reabastecido por aire hasta que se abrió un corredor terrestre en abril de 1942. Subsiguientemente fue involucrado en el sitio de Leningrado. Los soviéticos liberaron Leningrado en enero de 1944.
El 19 de febrero de 1944, el 2.º Frente Báltico soviético lanzó una nueva serie de ataques contra el 16.º Ejército en torno a Kholm. El 22.º Ejército soviético hizo buenos progresos en el asalto inicial. Estos ataques disminuyeron enormemente el 16.º Ejército. Este, junto al 18.º Ejército, quedaron aislados en la península de Curlandia cuando los soviéticos lanzaron sus ofensivas de verano y otoño en 1944. Quedó atrapado ahí en la bolsa de Curlandia como parte del Grupo de Ejércitos Curlandia hasta el fin de la guerra. En mayo de 1945 los restos del ejército, ahora reducidos a la fortaleza de un cuerpo, capitularon ante el Ejército Rojo y fueron llevados al cautiverio. Los supervivientes fueron finalmente repatriados en 1955.

## Comandantes
| N.º | Retrato | Comandante                                                                             | Desde                   | Hasta                 |
| --- | ------- | -------------------------------------------------------------------------------------- | ----------------------- | --------------------- |
| 1   |         | Generalfeldmarschall Ernst Busch (1885-1945)                                           | 22 de octubre de 1939   | 11 de octubre de 1943 |
| 2   |         | General der Artillerie Christian Hansen (1885-1972)                                    | 11 de octubre de 1943   | 1 de julio de 1944    |
| 3   |         | General der Infanterie Paul Laux (1887-1944)                                           | 2 de julio de 1944      | 30 de agosto de 1944  |
| 4   |         | Generaloberst Carl Hilpert (1888-1947)                                                 | 3 de septiembre de 1944 | 10 de marzo de 1945   |
| 5   |         | General der Infanterie Ernst-Anton von Krosigk (1898-1945)                             | 10 de marzo de 1945     | 16 de marzo de 1945   |
| 6   |         | General der Gebirgstruppen Friedrich-Jobst Volckamer von Kirchensittenbach (1894-1989) | 17 de marzo de 1945     | 10 de mayo de 1945    |

## Jefes de Estado Mayor
- Teniente General Walther Model - (25 de octubre de 1939 - 13 de noviembre de 1940)
- Coronel Rolf Wuthmann - (15 de noviembre de 1940 - 16 de enero de 1942)
- Mayor General Hans Boeckh-Behrens - (16 de enero de 1942 - 1 de julio de 1943)
- Mayor General Paul Reinhold Herrmann - (1 de julio de 1943 - 29 de octubre de 1944)
- Mayor General Curt-Ulrich von Gersdorff - (30 de octubre de 1944 - 8 de mayo de 1945)

## Jefes de Operaciones (Ia)
- Coronel Hans Boeckh-Behrens - (23 de octubre de 1939 - 15 de enero de 1942)
- Coronel Kurt Brandstädter - (16 de enero de 1942 - 1 de mayo de 1943)
- Mayor Hanns-Horst von Necker - (1 de mayo de 1943 - 5 de diciembre de 1943)
- Teniente coronel Kurt Hartmann - (5 de diciembre de 1943 - 30 de agosto de 1944)
- Mayor Siegfried Ettwein - (agosto de 1944 - septiembre de 1944)
- Teniente coronel Albert Bach - (10 de septiembre de 1944 - abril de 1945)
- Mayor Gerhard Thunich - (abril de 1945 - mayo de 1945)

## Zona de operaciones
| Desde             | Hasta         | Grupo de Ejércitos           | Área de Operaciones           |
| diciembre de 1939 | abril de 1941 | Grupo de Ejércitos A         |                               |
| mayo de 1941      | mayo del 1941 | Grupo de Ejércitos A         | Prusia Oriental               |
| junio de 1941     | enero de 1945 | Grupo de Ejércitos Norte     | Sección de Leningrado a Newel |
| julio de 1941     | mayo de 1945  | Grupo de Ejércitos Curlandia | Curlandia                     |

## Unidades del Ejército
- 309.º Comando Superior de Artillería (Hoh. Arko 309 o Höherer Arko 309 o HArko 309)
- 501.º Regimiento de Ejército de Comunicaciones
- 560.ª División de Ejército de Suministros
- 584.º Comandante de la Zona de Retaguardia del Ejército (Korück 584)

## Orden de batalla

### 10 de mayo de 1940
- XXIII Cuerpo
- XIII Cuerpo
- VII Cuerpo
- 6.ª División de Infantería
- 15.ª División de Infantería
- 26.ª División de Infantería
- 33.ª División de Infantería
- 52.ª División de Infantería
- 71.ª División de Infantería
- 73.ª División de Infantería

### 5 de junio de 1941
- II Cuerpo
- X Cuerpo
- XXIII Cuerpo
- XXVIII Cuerpo

### 6 de febrero de 1942
- XXXVIII Cuerpo Motorizado
- X Cuerpo
- II Cuerpo
- XXXIX Cuerpo Motorizado

### 4 de julio de 1942
- X Cuerpo
- II Cuerpo
- XXXIX Cuerpo Panzer

### 1 de enero de 1943
- X Cuerpo
- II Cuerpo
- Cuerpo de Tiemann

### 4 de julio de 1943
- II Cuerpo
- X Cuerpo
- 223.ª División de Infantería

### 4 de agosto de 1943
- II Cuerpo
- II Cuerpo de Ejército
- VIII Cuerpo
- VIII Cuerpo de Ejército
- X Cuerpo
- X Cuerpo de Ejército
- XXXXIII Cuerpo Panzer
- 122.ª División de Infantería
- 16.º Regimiento de Ingenieros para tareas especiales
- 16.º Cuartel Personal de Ingenieros

### 14 de septiembre de 1943
- II Cuerpo de Ejército
- VIII Cuerpo de Ejército
- X Cuerpo
- XLIII Cuerpo

### 14 de octubre de 1943
- X Cuerpo
- VIII Cuerpo de Ejército
- II Cuerpo de Ejército
- XLIII Cuerpo
- I Cuerpo de Ejército

### 24 de noviembre de 1943
- X Cuerpo
- II Cuerpo de Ejército
- XLIII Cuerpo
- I Cuerpo de Ejército
- VIII Cuerpo de Ejército
- 23.ª División de Infantería

### 5 de enero de 1944
- X Cuerpo
- II Cuerpo
- XXXXIII Cuerpo
- VIII Cuerpo
- I Cuerpo

### 15 de febrero de 1944
- X Cuerpo de Ejército
- II Cuerpo de Ejército
- XXXXIII Cuerpo de Ejército
- VIII Cuerpo de Ejército
- I Cuerpo de Ejército
- VI SS Cuerpo de Voluntarios

### 15 de marzo de 1944
- II Cuerpo de Ejército
- VIII Cuerpo de Ejército
- X Cuerpo
- I Cuerpo de Ejército

### 15 de julio de 1944
- X Cuerpo
- I Cuerpo
- II Cuerpo
- Cuerpo de Ejército Kleffel

### 5 de noviembre de 1944
- XXXXIII Cuerpo
- XVI Cuerpo
- VI SS Cuerpo

### 12 de abril de 1945
- XVI Cuerpo
- VI SS Cuerpo
- XXXVIII Cuerpo
- Grupo Norte Curlandia
- División de Infantería Curlandia